# ネイチャージモン (漫画)
『ネイチャージモン』は、原作：寺門ジモン、作画：刃森尊による日本の漫画作品。『別冊ヤングマガジン』2007年第24号から『月刊ヤングマガジン』2012年第12号まで連載された。

## 概要
お笑いトリオ「ダチョウ倶楽部」、その中で、リーダーの肥後克広、弄られキャラで人気の上島竜兵らの影に隠れて目立たない男、寺門ジモン。しかし彼にはお笑い芸人としての顔の他に、この漫画内において「ネイチャージモン」とあだ名されるほどの自然好きで、サバイバルや食や昆虫をはじめとする芸能界屈指の趣味人という知られざる顔があった。これは「ネイチャー」こと寺門ジモンと、『ヤングマガジン』の新人編集者コマツが偉大なる自然に立ち向かう姿を描いたルポ漫画であるとされる。

## 登場人物
ネイチャー（寺門ジモン）
ダチョウ倶楽部のメンバーであり、作中の名前が「ネイチャージモン」とされている。情熱的な「物への拘り」で物語を主導する主人公。口癖は「ナイスネイチャー（専ら、正解の意）」「バッドネイチャー（専ら、不正解の意）」。
コマツ
『ヤングマガジン』の新人編集者で、取材としてネイチャーと同行する。熱い想いみなぎるネイチャーの理屈や行動を「何も知らない素人」という立場で必死で理解し、ついて行こうと努力する。
平山貴也
オオクワガタ捕りの名人。ネイチャーが師と仰ぐ人。
粕谷さん
クワガタ仲間。時計バンドメーカーの社員でネイチャーと共に松阪牛の革で時計バンドを作るプロジェクトを行なっている。
南久馬男
故人、ネイチャーの祖父。寺門家に度々高級肉を持ってきた影響で、ネイチャーが肉にこだわるルーツとなった人。
豊島雅信
焼肉店「スタミナ苑」を営む豊島兄弟の弟。ホルモン担当。
豊島久博
焼肉店「スタミナ苑」を営む豊島兄弟の兄。正肉担当、烏龍茶マニア。
大木勝義
もんじゃ店「もんじゃ大木屋」の店主。
柏木
精肉店「朝日屋」の若旦那。
大島衛
山人料理店「またぎ」の店主。
河村
ステーキ専門店「ステーキ かわむら」の店主。
寺門滋人
ネイチャーの実兄。薬剤師。
山田
レスキュー隊員。
吉澤直樹
精肉店「吉澤商店」の専務。
山口敏彦
ステーキ専門店「リベラ目黒店」の店長。
戸田亘
鉄板焼き店「きじ 丸の内店」のオーナー。
里井健
鉄板焼き店「子ぐま」の店長。
里井峯子
鉄板焼き店「子ぐま」の女将で、里井店長の妻。
中村
鉄板焼き店「やきやき三輪 広尾店」の店長。

## 備考
- 単行本1巻では描き下ろしとして、ネイチャーが映画『ランボー/最後の戦場』の試写会場に招待された時の模様を漫画とインタビューで掲載している。
- 単行本発売記念として、『週刊少年マガジン』2008年43号掲載の『もう、しませんから。』にネイチャーとコマツ記者が出演した。
- 単行本カバーでは毎回、作中でモノクロ掲載されている昆虫や肉料理などをカラー写真で掲載している。